# Stichotomus
Stichotomus is een geslacht van kevers uit de familie  
kniptorren (Elateridae).
Het geslacht is voor het eerst wetenschappelijk beschreven in 1863 door Candèze.

## Soorten
Het geslacht omvat de volgende soort:
- Stichotomus corrigiolatus (Germar, 1848)